# Ethan Torchio
Ethan Torchio, né le 8 octobre 2000 à Rome, est un auteur-compositeur et musicien italien.
Il est surtout connu pour être le batteur du groupe de rock italien Måneskin, qui a remporté le Festival de Sanremo 2021 puis le Concours Eurovision de la chanson 2021 pour l'Italie avec la chanson Zitti e buoni.

## Biographie
Ethan Torchio est né le 8 octobre 2000 à Rome. Il a 8 frères et sœurs nés de trois mères différentes, et son père est réalisateur de documentaires et directeur de la photographie. Il a passé son enfance dans le hameau de Colli du village de Monte San Giovanni Campano, au cœur de la province de Frosinone, ainsi qu'au Costa Rica pendant trois ans. Torchio reçoit sa première batterie à l'âge de cinq ans, et commence à prendre des cours à 14 ans.
Il rejoint Måneskin en répondant à une annonce de Victoria De Angelis sur Facebook annonçant que le groupe cherche un batteur.

## Vie privée
Ethan Torchio est fiancé à Laura Alfonsi Castelli. Il est diplômé en sociologie et vit entre Rome et Berlin.